# Axel Elmlund

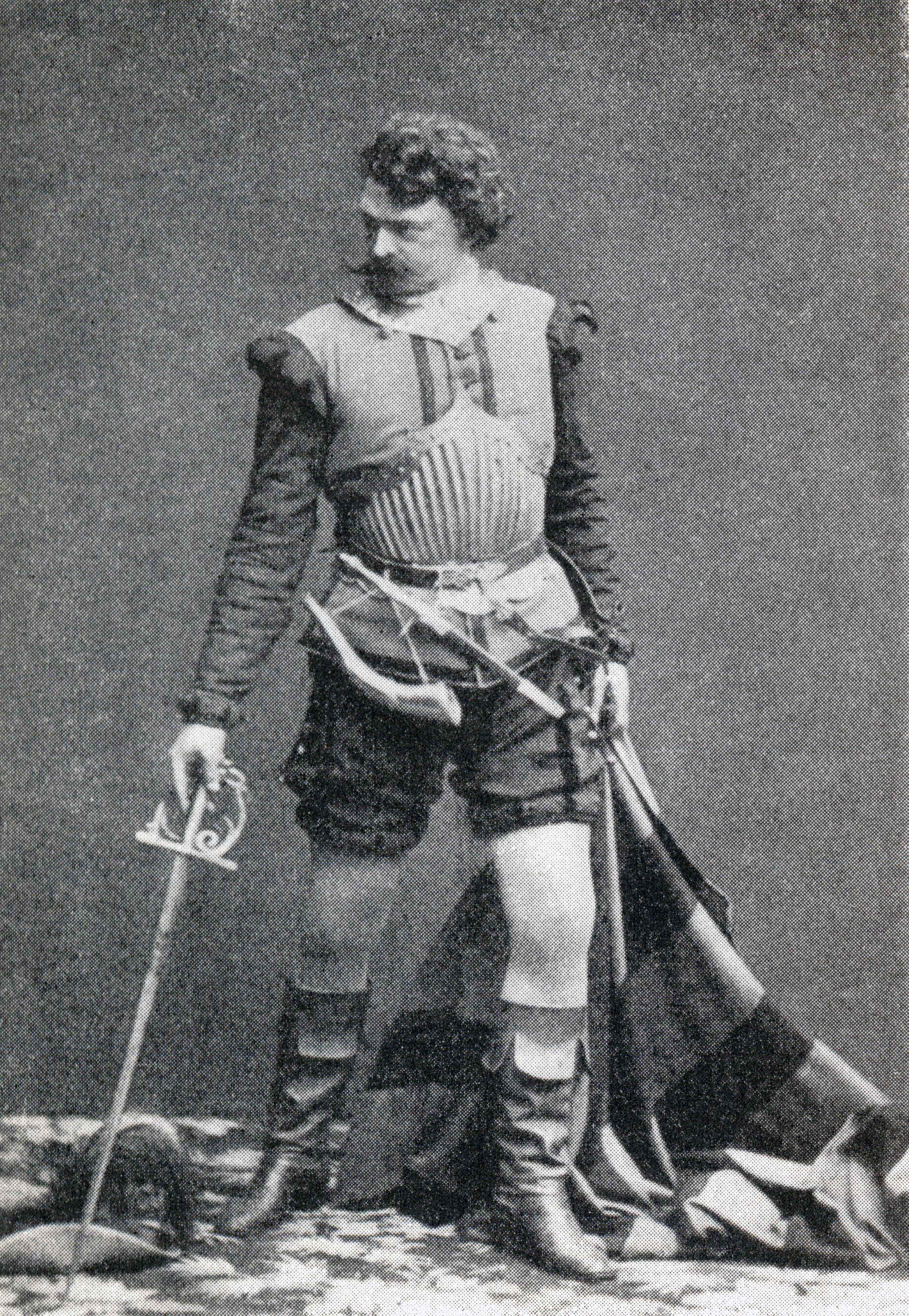
Titelrollen i Hernani.

Axel Wilhelm Julius Elmlund, född 12 april 1838 i Stockholm, död där 23 november 1901, var en svensk skådespelare, balettdansör och amatörkonstnär.

## Biografi
Axel Elmlund var son till skomakarmästaren Sven Axel Elmlund och Christina Dorothea Wilhelmina Björkman. Han gifte sig aldrig.
Han blev 1850, vid elva års ålder, elev vid Kungliga Baletten. Elmlund var från 1855 till 1891 anställd vid De kungliga teatrarna. Han var engagerad vid Kungliga Baletten 1855–1861: som figurant 1855–1858 och som pantomimdansör 1858–1861. Han betraktades av August Bournonville som en talangfull dansare, Bournonville ska ha beklagat Elmlunds beslut av att avbryta en lovande danskarriär för att i stället ägna sig åt skådespel.
Han blev 1856 även elev som talskådespelare, och var 1858–1891 också anställd som skådespelare vid Dramaten; från 1864 som premiäraktör. Under säsongen 1888—1889 var medlem av Dramatiska teaterns styrelse (när den drevs som en skådespelarassociation). Han var även verksam som regissör.
Elmlund berömdes för sin hållning och kroppsspråk på scen, en fördel han ansågs ha från sin baletträning, och gjorde också intryck genom sitt stiliga utseende. Han fick ofta spela hjälterollerna i romantiska tragedier, där han ansågs vara bäst och där han i många år betraktades som en av de främsta, men spelade även Shakespeare. Hans stil ska dock ha varit starkt knuten till den romantiska erans skådespel och ha passat mindre väl till den nya realism som så småningom trängde ut romantikerdramerna på Dramatens scen.
Hans kanske mest berömda roll var den germanske fäktaren Thumelicus i "Fäktaren från Ravenna", en roll han ofta fick upprepa. Bland hans många roller märks Coriolanus, Antonius i Antonius och Kleopatra, Leontes i En vintersaga, Othello, Torquato Tasso, Karl Moor i Rövarbandet, Max Piccolimi i Wallensteins död, titelrollen i Hernani, Richard Sheridan, Thumelicus i Fäktaren i Ravenna, Cajus Graccus, Stephenson i En arbetare, Bengt Lagman i Bröllopet på Ulfåsa, Sigurd i Kämparna på Helgeland, Nils Lykke i Fru Inger till Östråt, Rank i Ett dockhem, Manders i Gengångare, Wangel i Frun från havet och Bothwell i Bjørnstjerne Bjørnsons Maria Stuart.
Han mottog Litteris et artibus 1892.

## Teater

### Roller (ej komplett)
| År   | Roll                                                        | Produktion                                    | Regi | Teater                      |
| ---- | ----------------------------------------------------------- | --------------------------------------------- | ---- | --------------------------- |
| 1863 | Johan Gyllenstierna                                         | Siri Brahe och Johan Gyllenstierna Gustav III |      | Kungliga Dramatiska Teatern |
| 1863 | Walter Hartright, ritlärare                                 | Den hvitklädda qvinnan Wilkie Collins         |      | Kungliga Dramatiska Teatern |
| 1868 | Karl XII                                                    | Lejonet vaknar Frans Hedberg                  |      | Kungliga Dramatiska Teatern |
| 1872 | Henrik, grefve af Richmond (sedan Konung Henrik den sjunde) | Konung Richard den Tredje William Shakespeare |      | Kungliga Dramatiska Teatern |
| 1874 | Eurysakes, Ajas och Tekmessas son                           | Kungarne på Salamis Johan Ludvig Runeberg     |      | Kungliga Dramatiska Teatern |
| 1876 | Cajus Gracchus                                              | Cajus Gracchus Adolf von Wilbrandt            |      | Kungliga Dramatiska Teatern |
| 1876 | Edvard Sten, löjtnant                                       | Dagtingan Frans Hedberg                       |      | Kungliga Dramatiska Teatern |
| 1876 | Nils                                                        | Pastorsadjunkten Anne Charlotte Leffler       |      | Kungliga Dramatiska Teatern |
| 1876 | Sigurd                                                      | Härmännen på Helgoland Henrik Ibsen           |      | Kungliga Dramatiska Teatern |
| 1889 |                                                             | En för bägge och bägge för en Emma Gad        |      | Kungliga Dramatiska Teatern |

### Fotnoter
1. ↑  ”Teaterannons”. Aftonbladet:  s. 1. 12 september 1963. https://tidningar.kb.se/4112678/1863-09-12/edition/0/part/1/page/1. Läst 30 november 2021.
2. ↑  ”Teaterannons”. Aftonbladet:  s. 1. 30 november 1868. http://tidningar.kb.se/4112678/1868-11-30/edition/0/part/1/page/1. Läst 1 september 2016.
3. ↑  ”Teaterannons”. Dagens Nyheter:  s. 3. 18 mars 1876. http://arkivet.dn.se/arkivet/tidning/1876-03-18/3417/3. Läst 11 augusti 2015.
4. ↑  ”Teaterannons”. Dagens Nyheter:  s. 3. 2 april 1876. http://arkivet.dn.se/arkivet/tidning/1876-05-02/3452/3. Läst 13 augusti 2015.
5. ↑  ”Teaterannons”. Dagens Nyheter:  s. 3. 29 september 1876. http://arkivet.dn.se/arkivet/tidning/1876-09-29/3578/3. Läst 15 augusti 2015.
6. ↑  ”Teater och musik”. Dagens Nyheter:  s. 2. 2 oktober 1876. http://arkivet.dn.se/arkivet/tidning/1876-10-02/3580/2. Läst 16 augusti 2015.
7. ↑  ”Teater och Musik”. Dagens Nyheter:  s. 2. 13 december 1889. http://arkivet.dn.se/arkivet/tidning/1889-12-13/7594/2. Läst 29 juli 2015.